# 向島城
向島城（むかいじまじょう）は、京都市伏見区向島本丸町にあった近世の日本の城。

## 概要

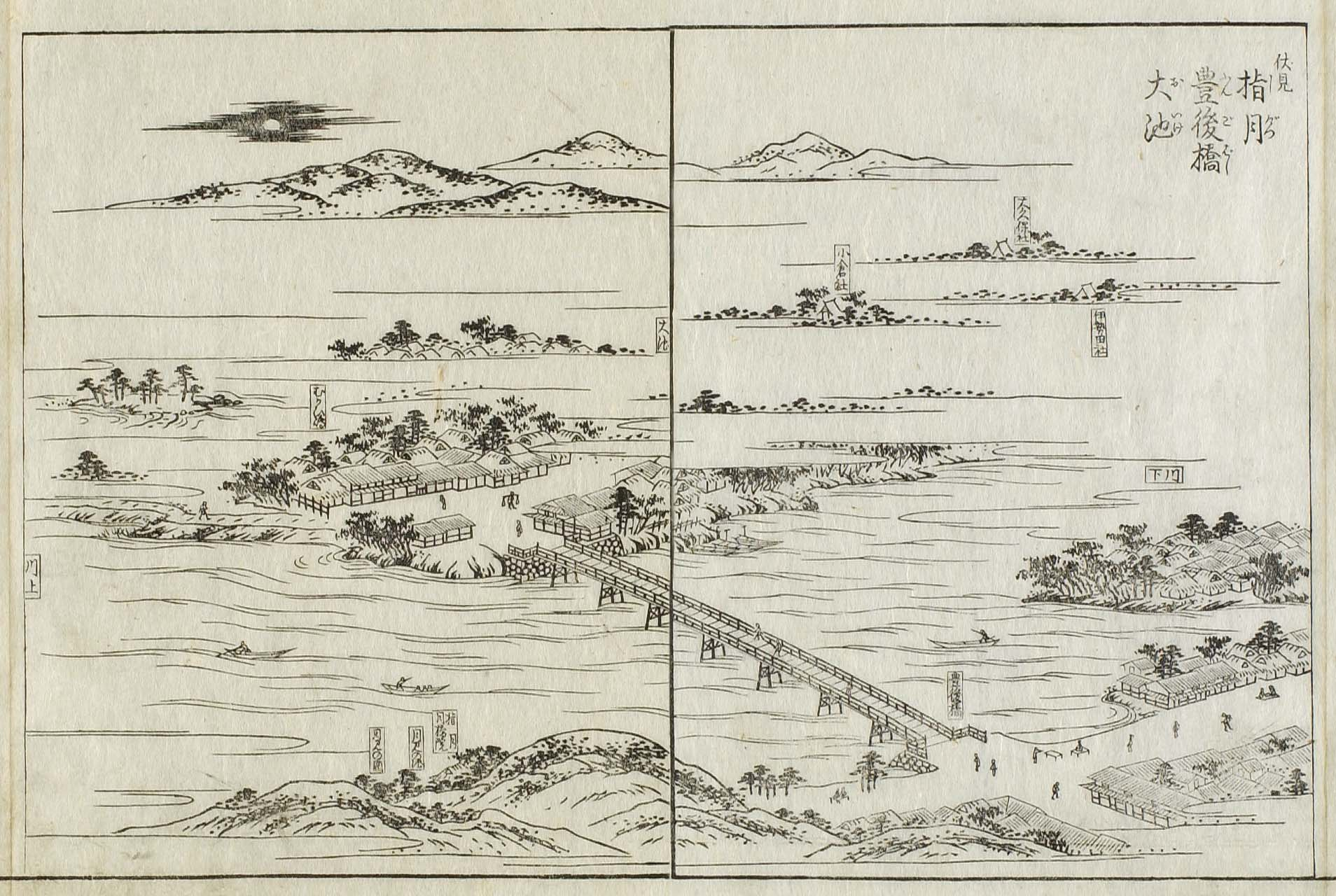
豊後橋（現：観月橋）で繋がれた巨椋池に浮かぶ向島

向島城は、別名を四谷城といい、現在は埋め立てられたが、湖のような巨椋池（おぐらいけ）の湖畔に浮かぶ水城だったとされる。

## 沿革
向島城は、文禄3年（1594年）に豊臣秀吉によって伏見城の支城として宇治川を隔てた南側に築城された。
元来、観月橋の地名が残るなど、月見の名所でもあり、月見用の城として築かれた城郭だったが、慶長元年（1596年）に起こった大地震（慶長伏見大地震）により、伏見城（指月城）が崩壊すると、秀吉は一時居所を向島城へ移し、
慶長2年（1597年）に木幡山の新しい伏見城が完成するまで、仮の居城とした。
秀吉の没後は、徳川家康と石田三成が対立することとなり、豊臣政権の分裂による衰退を危惧した五大老前田利家からの提言で、伏見城下の上屋敷で政務と執っていた家康は、三成の襲撃に備えて、向島城へ居所を移して修築を行ったとされる。
慶長4年（1599年）、利家が死去すると、朝鮮出兵以降三成に不満を持っていた加藤清正・福島正則・黒田長政・池田輝政・細川忠興・浅野幸長・加藤嘉明の武断派七将が三成を襲撃する事件が起きた（七将襲撃事件）。この事件は当時向島城にいた家康によって調停された。近代以降、三成が向島城の家康屋敷に逃れたとされることがあるが、江戸時代以前にはこうした記述は存在しない。事件の解決後、家康は伏見城西の丸に入っている。
慶長5年（1600年）の関ヶ原の戦い後、伏見城が家康により再建されるが、元和6年（1620年）の伏見城の廃城と共に向島城も廃城となった。その際の廃材は、東本願寺伏見別院などに転用された。

## 遺構
現在の城域は全て住宅地となり、遺構は何も残っていない。「本丸町」「二ノ丸町」といった地名が残る。
しかし、本丸・二の丸・三の丸の在った場所は、周囲より一段高く、堀との段差が確認できる。

## アクセス

### 鉄道
- 観月橋駅（京阪宇治線）より南へ約徒歩8分
- 向島駅（近鉄京都線）より北へ約徒歩15分

### 車
- 宇治西IC（京滋バイパス）～国道24号線
駐車場は無い。